# Doom-Engine

Levelstruktur der Doom-Engine

Die Doom-Engine (rückblickend auch id Tech 1 genannt) ist eine Spiel-Engine von id Software, die überwiegend von John Carmack entwickelt wurde. Weitere Entwickler waren John Romero, Dave D. Taylor und Paul Radek. Sie wurde für das 1993 veröffentlichte Computerspiel Doom programmiert. Ein früher Prototyp wurde für das Spiel Shadowcaster verwendet.

## Beschreibung
Anders als die zuvor von id Software entwickelte Wolfenstein 3D-Engine basiert die Doom-Engine nicht mehr auf Raycasting, sondern auf Binary Space Partitioning und bietet zahlreiche spielerische und technische Neuerungen. Während in der Wolfenstein-Engine alle Räume im Grundriss auf Rechtwinkligkeit beschränkt waren, können Grundrisse in der Doom-Engine nun auch alle Arten von Winkeln beinhalten. Eine weitere wesentliche Neuerung war, dass die Doom-Engine beliebige Raumhöhen umsetzen kann, während in der Vorgängerengine noch alle Räume gleich hoch waren und auf derselben horizontalen Ebene lagen. Mit diesen Neuerungen lässt sich in der Doom-Engine nun ein komplexes und vielgestaltiges Leveldesign realisieren, das beispielsweise auch den Wechsel von Außen- und Innenräumen darstellen kann. Aus welchen Positionen bestimmte Bereiche sichtbar sind, wird mittels Binary Space Partitioning vorberechnet und so zur Laufzeit Rechenleistung eingespart.
Im Laufe der Zeit wurde die Doom-Engine weiterentwickelt:
- Heretic ist das erste Spiel mit der Doom-Engine, in welchem der Spieler nach oben oder unten schauen kann und erlaubt dem Spieler bestimmte Items im Inventar für die spätere Verwendung aufzubewahren, beispielsweise das Tome of Power genannte Zauberbuch, welches dem Spieler für kurze Zeit den alternativen und stärkeren Feuermodus der Waffen freischaltet.

- Die Spielwelt von Hexen baut nicht mehr auf eine lineare Levelabfolge. Teile der Spielwelt, die bereits besucht wurden, können wieder betreten werden, um levelübergreifende Rätsel zu lösen. Der Spielfortschritt bleibt dabei erhalten und bereits getötete Monster stehen nicht wieder auf. Außerdem stehen dem Spieler zu Beginn des Spiels drei verschiedene Charaktere zur Verfügung, die verschiedene Waffen sowie Angriffs- und Verteidigungswerte haben.

- Strife ist einer der ersten Ego-Shooter, in welchem der Spieler mit Nicht-Spieler-Charakteren Kontakt aufnehmen muss, um seine Aufgaben zu erhalten, zu handeln und wichtige Informationen über die Handlung zu erfahren. Es gibt mehrere Momente im Spiel, an denen der Spieler Entscheidungen über den weiteren Verlauf treffen muss, diese haben jeweils Folgen und können zu einem guten oder einem schlechten Spielende führen.

Im Vergleich zu modernen Spiele-Engines hat die Doom-Engine noch einige Einschränkungen. Zwar speziell für 3D-Shooter entwickelt, ist die Doom-Engine jedoch noch keine vollständige 3D-Engine, ähnlich wie die Build-Engine. Gegner, Waffen und sonstige Gegenstände werden durch zweidimensionale Grafiken, sogenannte Sprites, dargestellt. Eine wesentliche Einschränkung ist, dass keine Räume übereinander angelegt, Wände nur senkrecht und Böden nur waagerecht ausgeführt werden können.
Nachfolger der Doom-Engine ist die Quake-Engine.

## Spiele
Spiele, welche die Doom-Engine verwenden:
- Doom (1993, id Software)
  - The Ultimate Doom (1995, id Software, Erweiterung mit zusätzlichen Levels)
- Doom 2: Hell on Earth (1994, id Software)
  - Master Levels for Doom II (1995, id Software, offizielle Sammlung mit von Fans erstellten Levels)
  - No Rest for the Living (2010, Nerve Software, Erweiterung mit zusätzlichen Levels)
- Heretic (1994, Raven Software)
  - Heretic: Shadow of the Serpent Riders (1996, Raven Software, Erweiterung mit zusätzlichen Levels)
- Hexen: Beyond Heretic (1995, Raven Software)
  - Hexen: Deathkings of the Dark Citadel (1996, Raven Software, Erweiterung mit zusätzlichen Levels)
- Chex Quest (1996, Digital Café)
  - Chex Quest 2: Flemoids Take Chextropolis (1997, Digital Café)
- Final Doom, bestehend aus:
  - TNT Evilution (1996, TeamTNT)
  - The Plutonia Experiment (1996, Dario Casali und Milo Casali)
- Strife: Quest for the Sigil (1996, Rogue Entertainment)
- Doom 64 (1997, Midway Games)
  - The Lost Levels (2020, Nightdive Studios, Erweiterung mit zusätzlichen Levels)

Inoffizielle Veröffentlichungen:
- The Lost Episodes of Doom (1995, Christen Klie und Bob Carter)
- Hell to Pay (1996, Wraith Corporation)
- Perdition's Gate (1996, Wraith Corporation)
- Hacx (1997, Banjo Software)
- Sigil (2019, Romero Games)
- Sigil II (2023, Romero Games)

## Veröffentlichung des Quellcodes
Der Quellcode von Doom wurde im Jahre 1997 zur Verwendung für nicht-kommerzielle Zwecke veröffentlicht und 1999 unter der GNU General Public License neu veröffentlicht. Das hatte eine Vielzahl neuer Portierungen zur Folge, mit denen man die Spiele basierend auf der Doom-Engine auf ursprünglich nicht unterstützten Betriebssystemen benutzen kann oder welche die Funktionalität der Engine teils deutlich erweitern.
Eine Auswahl an populären Source-Ports:
- Chocolate Doom (eine Portierung ohne spielerische Erweiterungen, mit dem Ziel das originale Spielgefühl auf modernen Systemen zu ermöglichen)
- GZDoom (eine Portierung mit umfangreichen spielerischen Erweiterungen, viele Fan-Levels sind auf diese Portierung ausgelegt)
- PrBoom+ (eine Portierung die versucht einen Kompromiss aus technischen Erweiterungen und der Abwärtskompatibilität zum Originalspiel darzustellen, dadurch für die Speedrunning-Szene bedeutend)
- Zandronum (eine auf Multiplayer-Gameplay ausgelegte Portierung)